# L'Étang-la-Ville
L'Étang-la-Ville é uma comuna francesa na região administrativa da Île-de-France, no departamento de Yvelines. A comuna possui 4567 habitantes segundo o censo de 1990.